# 博爾德山 (伊利諾伊州)
博爾德山（英語：Boulder Hill）是位於美國伊利諾伊州肯德爾縣的一個人口普查指定地區。

## 地理
博爾德山的座標為41°42′41″N 88°20′07″W / 41.71139°N 88.33528°W，而該地最高點為海拔高度203米（即666英尺）。

## 人口
根據2010年美國人口普查的數據，博爾德山的面積為3.74平方千米，當中陸地面積為3.72平方千米，而水域面積為0.02平方千米。當地共有人口9108人，而人口密度為每平方千米2,435.29人。